# Marcel Ciampi
Marcel Ciampi, nato Marcel Paul Maximin Ciampi, (29 maggio 1891 – 2 settembre 1980), è stato un pianista francese, oltre che insegnante insigne.

## Biografia
Marcel Ciampi fu un pianista ma soprattutto un insigne insegnante che tenne la direzione del Conservatoire National Supérieur de Musique de Paris per un lunghissimo periodo, come mai nussun altro in quell'incarico, divenendo poi direttore delle classi di pianoforte alla Yehudi Menuhin School in Inghilterra.  Egli collaborò con i più grandi musicisti del XX secolo, compresi Claude Debussy, Pablo Casals, Jacques Thibaud, Georges Enesco, Alfred Cortot, Vlado Perlemuter e Lazare Lévy.  
Ciampi fu allievo di Louis Diémer al Conservatoire de Paris e vinse il primo premio per il pianoforte nel  1909. Ebbe una brillante carriera come concertista, suonando con rinomate orchestre in Francia, Londra, Amsterdam, Bruxelles, Praga, Varsavia, Sofia e Atene. Decise poi di passare all'insegnamento ed ebbe una profonda influenza su Hephzibah Menuhin e sua sorella Yaltah Menuhin. Egli accettò di insegnare a Yaltah all'età di quattro anni, dopo averla ascoltata suonare Kinderszenen di Robert Schumann.
Ebbe fra i suoi allievi anche Yvonne Loriod, Cécile Ousset, Thea Musgrave, John Carmichael, Mícéal O'Rourke, Jean-Marc Luisada, Pierre Camonin, Pierre Hétu, Kathryn Stott, Melvyn Tan, Nancy Bricard, Avi Schönfeld, Beryl Sedivka, Andree Juliette Brun, Sally Sargent, Grant Foster, Mary Lou Muller, Anna-Marie Globenski, Eric Heidsieck, Jacqueline Cole, e molti altri. Un altro suo allievo fu John-Paul Bracey, che divenne poi il suo biografo.
Ciampi registrò alcuni pezzi solistici e musica da camera con la French Columbia. Fra le sue registrazioni su CD si ricordano César Franck, Quintetto con pianoforte con il Capet Quartet.
Fu anche compositore e fra le sue opere si ricordano Six Studies for the piano. Fu più volte membro di giuria a concorsi pianistici internazionali come la Alexander Brailowsky Competition a Liegi e la Eugène Ysaÿe Competition a Bruxelles.
Ciampi venne nominato Ufficiale della Légion d'honneur e insignito dell'Ordine di Leopoldo in Belgio. 